# Nizozemska Koromandija
Koromandija (Nizozemska) je bil guvernat Nizozemske vzhodnoindijske družbe na obalah regije Koromandije od leta 1610 do likvidacije družbe leta 1798. Nizozemska prisotnost v regiji se je začela z zajetjem Pulikata od Portugalcev v Goi in Bombaj-Basseinu. Koromandija je ostala kolonija Kraljevine Nizozemske do leta 1825, ko je bila v skladu z Anglo-nizozemsko pogodbo iz leta 1824 prepuščena Britancem. Bila je del tega, kar danes imenujemo Nizozemska Indija.

## Zgodovina
Leta 1606 se je nizozemska ladja ustavila na obali vasi Karimanal blizu Pulikata, severno od izliva v jezero, ker so potrebovali svežo vodo. Lokalni muslimani so Nizozemcem ponudili hrano in pomoč. Sklenili so trgovinsko partnerstvo za nabavo in dobavo lokalnega blaga Nizozemcem za trgovino v Vzhodni Indiji.
Cesarica Eraivi, žena cesarja Venkate II. iz Vidžajanagare, je vladala Prelaja Kaveri in med njeno vladavino leta 1608 je Nizozemska vzhodnoindijska družba dobila dovoljenje za gradnjo utrdbe in trgovanje. V Pulikatu so zgradili utrdbo z imenom Geldria kot obrambo pred kralji invazijskih vojsk in Portugalci, od koder so kmalu monopolizirali donosno trgovino s tekstilom z Vzhodno Indijo in drugimi deželami v regiji. Pod pritiskom Nizozemcev je bila leta 1619 ustanovljena angleška trgovska postaja, ki pa je bila leta 1622 opuščena. Nizozemska ustanovitev trgovske postojanke je naletela na oster odpor Portugalcev, ki so izvedli več napadov na pristanišče. Leta 1611 se je Venkatatapati obrnil proti Portugalcem in jezuitom je bilo ukazano, da zapustijo Čandragiri, Nizozemcem pa je bilo dovoljeno zgraditi utrdbo v Pulikatu.
Portugalci so v letih 1614, 1623 in 1633 neuspešno poskušali ponovno zavzeti Pulikat, vendar jim nikoli ni uspelo.   Od leta 1616 do 1690 je bil Pulikat uradni sedež Nizozemske Koromandije.
Proizvodnja blaga za izvoz je bila edina dejavnost več domorodnih skupin v Pulikatu in zaledju tamilskih, telugujskih in kanadskih ozemelj in verjetno je samo v Pulikatu delovalo več kot 1000 ročnih statev. V dvajsetih letih 16. stoletja je nizozemska vzhodnoindijska družba v Pulikatu ustanovila tovarno smodnika. Njegova proizvodnja je bila tako obsežna, da je več desetletij lahko dobro oskrbovala številna večja nizozemska trgovska središča v Vzhodni Indiji in flote, namenjene domov. Leta 1615 je bila v Fort Gelria ustanovljena prva kovnica VOC v Indiji, kjer so sprva kovali bakrene kovance "Kas" z monogramom VOC in sanskritsko legendo. Kovnica Pulikat je delovala do leta 1674, ko je bila ustanovljena nova kovnica v Nagapatinamu. Ti kovanci so bili pogosto uporabljeni na Cejlonu.

### Vzpon in padec Nagapatinama
Sedež kolonije se je leta 1690 preselil v Nagapatinam, potem ko so Nizozemci tri leta prej začeli delati na svoji utrdbi Fort Vijf Sinnen. Močno oborožena utrdba se je na koncu izkazala za neuporabno pri obleganju Negapatama leta 1781, v katerem so Britanci utrdbo zavzeli. V pariški pogodbi iz leta 1784, ki je končala četrto anglo-nizozemsko vojno, katere del je bilo to obleganje, Nagapatinam ni bil ponovno pod nizozemsko oblastjo, temveč je ostal britanski. Sedež kolonije se je preselil nazaj v Pulikat.
Ocenjuje se, da se je do začetka 18. stoletja prebivalstvo Pulikata zmanjšalo na nekaj več kot 10.000. Leta 1746 je izostal monsun, kar je povzročilo uničujočo lakoto. Samo v večjih mestih Pulikat in Santome je bilo število mrtvih ocenjeno na 15.000, preživela pa je le tretjina tkalcev, barvilcev in pralcev tekstila. Cene blaga so se zvišale za 15 % in malo je bilo na voljo tudi po tej ceni. Še pomembnejši vzrok za upad Nizozemske je bila osvojitev območja s strani sil Golkonda, ki jim je poveljeval Mir Džumla.

### Okupacija s strani Britancev, vrnitev k Nizozemcem in končna prepustitev
Zaradi pisem Kew, ki jih je napisal nizozemski stadtholder Viljem V. Oranski, so britanske čete zasedle Nizozemsko Koromandijo, da bi preprečile, da bi jo prevzeli Francozi. Nizozemski guverner Jacob Eilbracht je kapituliral pred Britanci 15. julija 1795. Leta 1804 so britanske sile razstrelile Fort Geldria.
Anglo-nizozemska pogodba iz leta 1814 je Nizozemsko Koromandijo vrnila pod nizozemsko oblast. Komisija pod vodstvom Jakoba Andries van Braam je vlada Nizozemske Vzhodne Indije postavila 28. junija 1817, da bi izvedla prenos nizozemske posesti na indijski podcelini, ki je januarja 1818 prispela na obalo Koromandije. Po dolgotrajnih pogajanjih je bila nizozemska posest na koncu končna izročen 31. marca 1818 s slovesnim spustom Union Jacka v Fort Sadrasu, novi prestolnici nizozemske Koromandije, in poznejšim dvigom nizozemske zastave. F.C. Regel je bil imenovan za novega guvernerja Nizozemske Koromandije, ki se je zdaj imenoval opperhoofd. Regela je leta 1824 nasledil mladi upravitelj Henricus Franciscus von Söhsten.
Ponovna vzpostavitev nizozemske oblasti ni trajala dolgo. 1. junija 1825, sedem let po tem, ko je bila posest vrnjena Nizozemcem, je bila nizozemska Koromandija zaradi določb anglo-nizozemske pogodbe iz leta 1824 ponovno predana Britancem.
Razen dveh kratkih prekinitev je nizozemska vladavina Pulikata trajala 214 let med letoma 1606 in 1825, dokler ni kralj Arcota leta 1825 Britancem prepustil okrožja Čingleput (ki je vključevalo vas Pulicat).

## Zapuščina
Pulikat danes nemo priča o Nizozemcih z nizozemsko trdnjavo iz leta 1609 v ruševinah, nizozemsko cerkvijo in pokopališčem z 22 zaščitenimi grobnicami iz let 1631 do 1655 ter drugim nizozemskim pokopališčem s 76 grobnicami in mavzoleji, ki jih ščiti Arheološki zavod Indije. (ASI).   Nizozemski arhitekti in učenjaki zdaj nameravajo podpreti prizadevanja za obnovo teh zgodnjih nizozemskih naselij. Stavba nizozemske bolnišnice v Pulikatu iz leta 1640 bo v bližnji prihodnosti prenovljena.
Sadras ima še vedno nizozemsko utrdbo in pokopališče. Čeprav so ostanki utrdbe Fort Vijf Sinnen in nizozemskega pokopališča v Nagapatinamu skoraj popolnoma izginili, nizozemska Cerkev Sv. Petra, Nagapatinam še vedno stoji. V bližini Masulipatama so ostanki nizozemske Trdnjave Bandar in nizozemskega pokopališča.   Bheemunipatnam ima dve nizozemski pokopališči in nekaj ostankov nizozemskih kolonialnih zgradb.  Tutikorin, ki je bil do leta 1796 pod nadzorom nizozemskega Cejlona, vendar je leta 1817 postal rezidenca Nizozemske Koromandije, potem ko je bil Cejlon prepuščen Britancem, še vedno predstavlja Cerkev svete trojice, Tutikorin, ki so jo zgradili Nizozemci. 

## Utrdbe in trgovske postaje
| Naselje                            | Tip                 | Ustanovljeno | Disestablished | Comments |
| ---------------------------------- | ------------------- | ------------ | -------------- | --- |
| Trdnjava Geldria (Pulikat)         | trdnjava in tovarna | 1613         | 1825           | Potem ko je leta 1608 dobil dovoljenje za ustanovitev tovarne v Pulikatu, je lokalni vladar leta 1613 Nizozemcem dovolil zgraditi utrdbo. Ta utrdba Geldria je ostala glavna nizozemska utrdba na Koromandski obali do leta 1690, ko se je sedež preselil v Nagapatinam. Leta 1694 so velike dele topništva poslali v Nagapatinam, toda po osvojitvi tega s strani Britancev leta 1781 je bila utrdba Geldria ponovno vzpostavljena kot glavno mesto kolonije. Leta 1804 so britanske sile razstrelile Trdnjavo Geldria. Mesto je bilo glavno pri dobavi bombaža za Nizozemce. |
| Trdnjava Vijf Sinnen (Nagapatinam) | trdnjava in tovarna | 1658         | 1781           | Nagapatinam, ki so ga leta 1658 zavzeli Portugalcem, je najprej padel pod Nizozemski Cejlon. Po uničujoči poplavi leta 1680 je bila utrdba Vijf Sinnen zgrajena iz ruševin. Ta nova utrdba je postala glavno mesto Nizozemske Koromandije, dokler je leta 1781 niso zavzeli Britanci. |
| Trdnjava Sadras                    | trdnjava in tovarna | 1612         | 1825           | Prvič ustanovljena leta 1612, a šele leta 1654 razširjena v popolno tovarno. Leta 1749 je bila dokončana utrdba Sadras. Skupaj z Nagapatinamom so jo leta 1781 zavzeli Britanci, vendar so ga v nasprotju z Nagapatinamom vrnili po Pariški pogodbi (1784). Zaradi uničenja trdnjave Geldria leta 1804 je Trdnjava Sadras leta 1818 postala glavno mesto Nizozemske Koromandije. Sadras je bil znan po visokokakovostnem bombažu, dobavljal pa je tudi opeko za Batavijo in Cejlon.                                                                                            |
| Trdnjava Bheemunipatnam            | trdnjava in tovarna | 1652         | 1825           | Lokalno trgovsko postojanko so leta 1758 povečali v utrdbo. Bheemunipatnam je predvsem trgoval z rižem in je bil temeljni za pošiljke riža na Cejlon. |
| Trdnjava Jaggernaikpoeram          | trdnjava in tovarna | 1734         | 1825           | Pomembna trgovska postojanka s tekstilom po izgubi Drakšarama in Palakola (glej spodaj). |
| Parangipetaj                       | tovarna             | 1608         | 1825           | Nizozemska vzhodnoindijska družba se je leta 1608 naselila v stari hiši v Parangipetaju, znani tudi kot Porto Novo. Leta 1680 se je razširila v popolno tovarno. |
| Palakol                            | tovarna             | 1613         | 1825           | Začasno opuščena leta 1730. Trgovska postojanka za tekstil, olje za svetilke, les, strešnike in opeko. |
| Masulipatnam                       | tovarna             | 1605         | 1756           | Masulipatnam je bila prva nizozemska tovarna na Koromandski obali Indije. Leta 1756 je bil končno opuščena. |
| Nizampatnam                        | tovarna             | 1606         | 1668           | Druga nizozemska tovarna na Koromandski obali. Zapuščena leta 1668. |
| Tenganapatnam                      | tovarna             | 1609         | 1758           | Ustanovljena leta 1609. Leta 1647 je bilo izdano dovoljenje za gradnjo utrdbe. Glavni namen naselbine je bil vohunjenje za Britanci, ki so se naselili v istem mestu. Zapuščeno v korist Parangipetaj (Porto Novo) leta 1758. |
| Golkonda                           | tovarna             | 1634         | 1733           | Pomemben glavni trg za Nizozemsko vzhodnoindijsko družbo. Najprej so imeli v službi samo lokalnega trgovca, nato so Nizozemci leta 1664 razširili svojo prisotnost v Golkondi na polno tovarno. Zaradi lokalnih nemirov se je trgovina v poznem 17. stoletju začela zmanjševati. Tovarna je bila leta 1733 končno opuščena. |
| Drakšarama                         | tovarna             | 1633         | 1730           | Opuščeno leta 1730 v korist Jagernaikpoerama. |
| Tirupapulijur                      | tovarna             | 1608         | 1625           | Ustanovljena leta 1608 na ruševinah stare portugalske utrdbe. Leta 1625 jo je uničil lokalni poglavar. |
| Nagulavanča                        | tovarna             | 1669         | 1687           | Ustanovljena v notranjosti, da bi imeli boljši nadzor nad kakovostjo lokalno proizvedenih izdelkov. 13. oktobra 1687 so jo uničili domačini. |
| Pondicherry                        | trdnjava in tovarna | 1693         | 1699           | Med devetletno vojno, je leta 1693 Nizozemska vzhodnoindijska družba izvedla obleganje francoske trdnjave Pondicherry, katere poveljnik François Martin se je vdal 6. septembra istega leta. Pondicherry je bil vrnjen pod francosko oblast leta 1699 zaradi določil pogodbe iz Ryswicka. |